# テンゲン (お笑いコンビ)
テンゲンは、かつてワタナベエンターテインメントに所属していたお笑いコンビ。2008年4月結成。ワタナベコメディスクール7期生。コンビ名は、囲碁用語で碁盤の中心の点「天元」に由来し、自分達が芸人の中心に立つことの意味を込めて付けた。2015年に再結成しフリーとして活動再開。

## メンバー
- 上簗 裕尚（かみやな ひろたか、1986年3月22日 - ）
ツッコミ担当、立ち位置は右。本名は芸名と同じ。難読姓からか平仮名の「かみやなひろたか」を芸名に用いることがある。
静岡県出身。文教大学人間科学部卒。
血液型はAB型。身長170cm、体重64kg。B78cm、W68cm、H85cm。
静岡県高校囲碁団体戦で優勝。全国高校囲碁選手権団体戦でベスト16進出。
大学生時代はサッカー部所属、兼・体育会会長。ボディビルの学生選手権大会で5位になっている[2]。
現在、ハマカーンの浜谷健司と共に暮らしており、家賃も折半している[3]。
新宿二丁目で「芸Bar H&M 新宿店」の雇われ店長をしている。

- マサ ナカジマ（1983年8月30日 - ）
ボケ担当、立ち位置は左。旧芸名はガリ中島。本名は中島 正晴（なかじま まさはる）。
広島県出身。神奈川大学文学部卒。
血液型はB型。身長167cm、体重80kg。B100cm、W77cm、H90cm。
第42回全日本学生ボディビル選手権大会で第5位。

## 来歴
- 二人とも教員免許を持っている（上簗は中学社会と高校公民、福祉。中島は中学社会、高校地理歴史）[2]。
- 中島はボディービルダーの道を諦め、上簗はハリウッドスターの道を諦めて芸人になった、とされている。
- 二人はワタナベコメディスクールで知り合う。互いに違う芸人と別々のコンビを組んでいたが、同じ時期にそれぞれのコンビが解散、最終的にこのメンバーで結成された。
- 現在毎月新宿バイタスでお笑いライブ活動を行っている。
- ネタの作成は両者だが上簗はコントの設定を考えるだけで、それ以外は中島に任せている。
- キングオブコント2008 1回戦敗退。
- 2009年1月21日放送の『爆笑レッドカーペット』に初出演した際には、中島の筋肉芸の完成度の高さに司会の今田耕司は、「全国のテレビの前でなかやまきんに君だけが笑ってない」と同じ筋肉芸人のきんに君を引き合いに出していた。
  - また、2009年3月21日放送の『ザ・イロモネア』のゴールドラッシュでは、褐色にてかる筋肉をネタにつかう中島が、アグネス・チャンに「北京ダックに似てる」と評された。
  - きんに君とは2009年8月22日放送の『爆笑レッドカーペット』のコラボカーペットで共演した。中島曰く、きんに君は「高い壁」。
  - 2010年1月1日放送の新春レッドカーペットSPでのコラボカーペットでは、満点大笑いを取り，ステージ裏でコラボした芸人ら（小島よしお、庄司智春、なかやまきんに君）と「満点やったな」と拳をぶつけ合った。
- 上簗は囲碁アマ四段の腕前で、藤枝明誠高校囲碁部に所属し、高校選手権の男子団体戦静岡県代表の一員になったことがある。
- 2013年8月9日付けのブログで解散を発表し、メンバーはそれぞれピンで活動して行くことを報告した。
- 2015年9月14日付けのマサナカジマのTwitterで、この年から復活したM1出場と同時にコンビ再結成したことを報告した。[4]。

## ネタ
- 主に中島が様々な設定でポーズ（サイドチェスト、オリバーポーズ等）を決め、上簗が実況を当てるスタイルが多い。
- 上簗が筋肉の絵が描かれた服を着て二人でパフォーマンスをするネタもある。また、顔が浜口京子に似ている事をネタにする時がある。
- コントの始めに上簗が「テンゲンのショートマッチョ」と言う。

## DVD
- テンゲン「今日もキレてます!!」（ジェネオン・ユニバーサル 2009/11/26）

## 出演番組
- 新春ホワイトカーペット（フジテレビ、2009年1月1日）キャッチコピーは『お笑いマッスルミュージカル』
- 爆笑レッドカーペット（フジテレビ、2009年1月21日 - ）不定期、キャッチコピーは『お笑いマッスルミュージカル』

コラボカーペットでサバンナ八木真澄､小島よしお､品川庄司庄司智春､(テンゲンを含む5人は、全て参加)ザブングル加藤歩(第1回のみ)､ペナルティワッキー(第2回のみ)、いとうあさこ(第3回のみ)（筋肉ダービー名義）やなかやまきんに君（中島のみ）と共演。
2009年4月18日放送のカムバックで同じ筋肉ダービーのメンバー庄司のみ呼び出された時は、上簗も実況に参加。
2009年8月21日の放送のなかやまきんに君とのコラボで、レッドカーペット賞受賞。
- オンバト+（NHK総合）戦績0勝2敗 最高341KB
- エンタの天使（日本テレビ、2008年11月5日・2009年2月4日）キャッチコピーは『肉踊るマッスルカーニバル』
- お笑いDynamite!（TBSテレビ、2008年12月28日・2009年5月3日）キャッチコピーは『マッスルエンターテインメント』
- ザ・イロモネア（TBSテレビ、2009年3月7日 - ）不定期
- ジャイケルマクソン（毎日放送）
- アドレな!ガレッジ（テレビ朝日、2009年3月24日・31日）「クイズ!誰に憧れてたんでショー」等
- サプライズ（日本テレビ、2009年4月14日）「笑点に出演できるのか?若手芸人オーディション」
- お笑い芸人どっきり王座決定戦スペシャル（フジテレビ、2009年5月6日）
- 王様のブランチ（TBSテレビ、2009年5月23日・30日）
- 爆笑一番（秋田テレビ、2009年6月25日 - 7月2日）
- ジャガイモン（テレ朝チャンネル、2009年12月24日）
- タモリ倶楽部（テレビ朝日、2010年1月7日）※上簗のみ
- とんねるずのみなさんのおかげでした コーナー「前略、道の駅より」（フジテレビ、2011年9月8日 - ）※ナカジマのみ（男気注入係）
- テンゲンかみやなのびんびんラジオ（GyaO、2012年5月15日）※上簗のみ(メインパーソナリティ)

## CM
※いずれもマサのみ
- ポンパレ（リクルート）（2010年）
- ガスト（ぷりぷりジューシー!広島産旬の牡蠣フェア 編）